# Ruta 240 (Costa Rica)
La Ruta 240, oficialmente Ruta Nacional Secundaria 240, es una ruta nacional de Costa Rica ubicada en la provincia de Limón.

## Descripción
En la provincia de Limón, la ruta atraviesa el cantón de Limón (los distritos de Limón, Río Blanco).